# Баденська волость
Баденська волость (Благодатнівська волость) — історична адміністративно-територіальна одиниця Одеського повіту Херсонської губернії.
Станом на 1886 рік — складалася з 1 поселення, 1 сільської громади. Населення — 1740 осіб (886 чоловічої статі та 854 — жіночої), 165 дворове господарство. Площа — 39,8 км2.
На сьогодні це територія Лиманської селищної територіальної громади.
|                     | Площа, десятин | У тому числі орної, дес. |
| ------------------- | -------------- | ------------------------ |
| Сільських громад    | 3643           | 2740                     |
| Приватної власності | —              | —                        |
| Казенної власності  | —              | —                        |
| Іншої власності     | —              | —                        |
| Загалом             | 3643           | 2740                     |

Єдине поселення волості:
- Баден — колонія при Кучурганському лімані за 60 верст від повітового міста, 1740 осіб, 165 дворів, римо-католицька церква, школа, 4 лавки.